# Tetragonurus cuvieri
Tetragonurus cuvieri, noto comunemente come tetragonuro, è un pesce osseo marino della famiglia Tetragonuridae.

## Distribuzione e habitat
Il tetragonuro ha una distribuzione molto ampia, soprattutto nei mari caldi e temperati, che spazia dall'Oceano Indiano occidentale al Mar Mediterraneo e dall'Oceano Atlantico sia orientale che occidentale fino all'Oceano Pacifico. 
Nei mari italiani è abbastanza comune.
Specie batipelagica. Gli adulti vivono principalmente a profondità medio-alte, che variano dai 100 agli 800 metri.

## Descrizione
Ha corpo di colore uniformemente bruno-nerastro con riflessi violacei, allungato, coperto da scaglie ctenoidi molto vistose e ruvide a causa delle creste rigide che le percorrono. La linea laterale è presente ma non evidente. Il peduncolo caudale ha due carene per lato. La prima pinna dorsale è bassa, allungata, con 15 raggi spiniformi molto brevi, cui fa seguito la seconda, più elevata, breve, e formata solo da raggi molli. Le pinne pettorali sono di piccole dimensioni, così come le ventrali e la pinna anale. Gli occhi sono di grandi dimensioni rispetto al cranio. La mandibola è sporgente. La specie è dotata di denti piccoli, appuntiti e molto numerosi. Gli adulti non possiedono la vescica natatoria. Il muso è senza squame.
Raggiunge i 70 cm di lunghezza.

## Biologia
La sua biologia è poco conosciuta. I giovanili si incontrano spesso anche in superficie: si riparano presso le meduse, gli ctenofori, i tunicati pelagici ed altri grandi organismi del plancton.

### Alimentazione
Gli adulti si cibano esclusivamente di meduse, ctenofori ed altri organismi molli, mentre i giovani si nutrono di organismi planctonici di piccole dimensioni. A causa della sua particolare dieta, le carni del tetragonuro sembra che siano tossiche.

### Riproduzione
La riproduzione avviene tutto l'anno, le uova sono pelagiche.

## Pesca
Le catture sono occasionali con reti a strascico. Non ha alcun valore economico, vista anche la probabile tossicità delle carni.